# Каприля Ирпина
Капрѝля Ирпѝна (на италиански: Capriglia Irpina) е село и община в Южна Италия, провинция Авелино, регион Кампания. Разположено е на 575 m надморска височина. Населението на общината е 2419 души (към 2010 г.).